# Catastrópico
Catastrópico es una película de aventura, acción y comedia de 2017 escrita y dirigida por Jorge Hazouri, y coescrita por Nacho Zabaleta filmada en República Dominicana producida por Palmera Pictures y distribuida por Palmera International.

## Sinopsis
Una mimada actriz de Hollywood lucha por volver a la civilización después de que el accidente de su jet privado arruina un intento de secuestro, dejándola varada en la jungla con su irritante asistente y su inepto piloto secuestrador.
Las cosas toman un giro sorprendente para Audrey Swanson, la actriz más rentable de Hollywood, cuando descubre que ha sido blanco de una conspiración ilícita mientras filmaba su último éxito de taquilla en el Caribe. Marcada para la muerte, la superestrella malcriada y exigente y su molesto asistente dominicano no tienen más remedio que unir fuerzas con su secuestrador torpe y tonto, y se embarcan en una aventura estruendosa y llena de acción a través de la República Dominicana con la esperanza de salvarse antes de que los maten.